# Скрыдлов, Николай Владимирович

Жена Скрыдлова Н. В. с сыном Борисом

Николай Владимирович Скрыдлов (14 декабря 1866 — октябрь 1919, Москва) — русский военный деятель, генерал-майор.

## Биография
Родился 14 декабря 1867 года. Из потомственных дворян Петербургской губернии. Православный. 
- Образование получил во 2-м кадетском корпусе.
- В службу вступил 01.09.1887.
- Окончил 1-е военное Павловское училище (1889; по 1-му разряду)[1].
- Выпущен в 3-ю Артиллерийскую бригаду 12-й пехотного Великолуцкого полка.
- Подпоручик (пр. 10.08.1889; ст. 09.08.1888).
- Бракосочетание с Любовью Викторовной Агокас в Туле 22.02.1891, где в то время был расквартирован полк.
- Переведен в 35-ю артиллерийскую бригаду 27.01.1892, назначен в 5-ю батарею.
- Поручик (пр. 13.12.1892; ст. 09.08.1892).
- 28.04.1896 4-я и 5-я батареи 35 артиллерийская бригады были выделены соответственно в 1-ю и 2-ю отдельные Забайкальские пешие батареи.
- Назначен служить во 2-й отдельной Забайкальской батарее.
- 19.07.1897 две отдельные батареи были сведены в Отдельный Забайкальский артиллерийский дивизион, который в свою очередь 24.03.1898 переименован в Восточно-Сибирский стрелковый артиллерийский дивизион.
- Штабс-капитан (пр. 13.07.1897; ст. 13.07.1897).
- Участник похода в Китай 1900-1901.
- Штаб-офицер для поручений в полевом артиллерийском управлении войск Квантунской области (31.12.1900-20.04.1901).
- 20.04.1901 переведен обратно в дивизион старшим офицером 2-й батареи.
- Участвовал во взятии Пекина (31.07/01.08.1901).
- Капитан (пр. 08.09.1903; ст. 13.07.1901).
- Участник русско-японской войны 1904-1905 в рядах 7-го Восточно-Сибирского стрелкового артиллерийского дивизиона.
- Подполковник (пр. 10.12.1904; ст. 10.12.1904) с назначением командиром 2-й батареи 7-го Восточно-Сибирского стрелкового артиллерийского дивизиона.
- Участник обороны Порта-Артура.
- По возвращении в Россию 18.06.1905 назначен командиром 8-й батареи 19-й артиллерийской бригады (Винница).
- Командир 6-й батареи 1-й артиллерийской бригады (Вязьма) (с 26.11.1911).
- Полковник (пр. 26.11.1911; ст. 10.12.1905; за отличие).
- Командир 1-го дивизиона 6-й артиллерийской бригады (20.06.-01.08.1912).
- Командир 1-го дивизиона 10-й артиллерийской бригады (с 01.08.1912).
- Генерал-майор (пр. 03.01.1915; ст. 15.08.1914).
- Командир 10-й артиллерийской бригады (с 13.03.1915).
- По болезни отчислен в резерв чинов Минского Военного Округа (с 16.05.1916).
- Инспектор артиллерии Московского Военного Округа (с 13.10.1916).
- Отчислен в резерв чинов Московского Военного Округа (24.06.1917).
- Уволен от службы с пенсией (12.04.1918).
- В 1918—1919 годах жил в Москве по адресам: Спиридоновская ул., Ермолаевский пер. д. 4, кв. 7 и Поварская ул., д. 26, кв. 23.

По некоторым известиям в 1919 был арестован органами ЧК, заключен вместе с женой (Любовь Викторовна Агокас — сестра 3-х братьев Агокас) и сыном Борисом в Бутырскую тюрьму, где и погиб (расстрелян).
Ганин А. В. в статье «Дело «Приволжской шпионской организации». 1919 г.», опубликованной в Омском научном вестнике (Серия «Общество.История.Современность» 2023, Т. 8, № 4 С. 5–12), указывает со ссылкой на Центральный архив Федеральной службы безопасности России (Д. Р-49582., Т. 1, 2, 4, 5), что 26 сентября 1919 г. Президиум ВЧК постановил Н. В. Скрыдлова расстрелять. Его сын Б.Н. Скрыдлов (18 лет в 1919 г.) и жена Л.В. Скрыдлова были приговорены к году лагеря. В сентябре 2003 г. решением военного прокурора Приволжско-Уральского военного округа он и его семья реабилитированы.

## Награды

### Российские ордена
- Св. Станислава 3-й ст. (14.05.1896)
- Св. Анны 3-й ст. (01.05.1900)
  - Мечи и бант к ордену Св. Анны 3-й ст. (15.03.1901)
- Св. Станислава 2-й ст. с мечами (06.08.1902)
- Св. Владимира 4-й ст. с мечами и бантом (08.09.1903)
- Св. Георгия 4-й ст. (ВП 21.10.1904)
- Св. Анны 4-й ст. (29.08.1905)
- Св. Анны 2-й ст. с мечами (29.08.1905)
- Св. Владимира 3-й ст. (13.05.1914)
  - Мечи к ордену Св. Владимира 3-й ст. (12.02.1915)
- Св. Станислава 1-й ст. с мечами (18.06.1915)
- Св. Анны 1-й ст. с мечами (ВП 26.03.1916).

### Иностранные
- Японский орден Восходящего Солнца 5 степени (21.08.1902).